# Jacques Cassard
Jacques Cassard (Nantes, 30 de setembro de 1679 - Castelo de Ham (Somme), 21 de janeiro de 1740) foi um corsário francês.

## Biografia
Destacou-se no corso contra navios ingleses no canal da Mancha.
No comando de uma frota de 12 navios, a 5 de maio de 1712 desembarcou as suas forças na Praia (baía da Praia Negra), na ilha de Santiago em Cabo Verde, liderando um grande ataque à Ribeira Grande, que conquistou, saqueou e incendiou. Os corsários ocuparam uma boa parte da ilha, tendo o bispo da Diocese de Santiago de Cabo Verde à época, D. Francisco de Santo Agostinho (T.O.R.) (1708-1719), retirado para o interior, onde reorganizou as forças de defesa, liderando a resistência e incentivando o contra-ataque. Na retirada, os corsários levaram tudo o que conseguiram transportar, incluindo os sinos da Sé, as suas relíquias, e o mobiliário em madeira de lei. O que não foi levado para bordo, foi incendiado, incluindo a riquíssima biblioteca do bispo. Estima-se que o montante total deste saque ascendeu a mais de 3 milhões de libras.
Como comandante teve grande sucesso nas suas ações, tendo acumulado, durante a sua carreira, grande fortuna.
Caiu em desgraça junto à Coroa francesa, tendo passado os seus últimos 24 (4?) anos na prisão, onde veio a falecer em 1740.